# アート・クローキー
アーサー・「アート」クローキー (Arthur "Art" Clokey, 1921年10月12日 - 2010年1月8日) は、アメリカ合衆国のアニメーター。ストップモーション・アニメーション、クレイアニメのパイオニア。南カリフォルニア大学在学中に恩師のスラヴコ・ヴォルカピッチの影響を受け、1955年に実験作品『Gumbasia』を発表した。
Gumbasiaプロジェクトから発展し、クローキーは妻のルースと共に『ガンビー』を生み出した。以来、ガンビーと相棒のポーキーは、「ハウディ・ドゥーディー」や「アドヴェンチャーズ・オブ・ガンビー」に登場し、テレビの人気者である。1980年代に入ると新シリーズが作成され、コメディアンのエディ・マーフィが「サタデー・ナイト・ライブ」でパロディを演じたりもした。90年代には映画『Gumby: The Movie』が公開されている。
クローキーのもう一つの有名な作品は、米国ルーテル教会の資金提供によって制作された『デイビー・アンド・ゴライアス』である。
2011年10月12日、クレイアニメへの貢献と90回目の誕生日を記念して、Googleのトップページロゴがガンビーに変更された。

## 参照
1. ↑  “Who Are Davey and Goliath?”.   Daveyandgoliath.org. 2011年10月11日閲覧。